# 藤田佳久 (実業家)
藤田 佳久（ふじた よしひさ、1963年7月15日 - ）は、日本の実業家。日東富士製粉代表取締役社長、元製粉協会会長。2023年6月、退任。

## 人物・来歴
広島県出身。

### 経歴等
- 1986年 - 上智大学文学部卒業、三菱商事入社。
- 2003年 - 三菱商事飼料ユニット統括マネージャー。
- 2014年 - 三菱商事生活原料本部糖質部長。
- 2016年 - 三菱商事生活消費財本部製粉糖質部長、日東富士製粉取締役[6]。
- 2019年
  - 日東富士製粉取締役執行役員（特命担当）[7]。
  - 日東富士製粉代表取締役社長[1]、製粉協会会長[2]。
- 2023年 - 退任。